# Arvid Johan Rydén
Arvid Johan Rydén, född 7 juli 1694 i Stora Åby församling, Östergötlands län, död 6 juli 1741 i Skärkinds församling, Östergötlands län, var en svensk präst.

## Biografi
Arvid Johan Rydén föddes 1694 i Stora Åby församling. Han var son till kyrkoherden Daniel Arvidsson Rydelius och Helena Enander. Rydén blev höstterminen 1712 student vid Uppsala universitet och vårterminen 1715 vid Lunds universitet. Han avlade 24 mars 1723 magisterexamen och blev 1725 konsistorienotarie i Linköping. Rydén prästvigdes 7 maj 1730 i Karlstads domkyrka och blev 4 december 1731 kyrkoherde i Skärkinds församling, tillträde 1732. Han avled 1741 i Skärkinds församling och begravdes i september samma år i Skärkinds kyrka av biskopen Andreas Olavi Rhyzelius.

### Familj
Rydén gifte sig 18 juni 1727 med Helena Kjernander (1685–1741). Hon var dotter till kyrkoherden i Kättilstads församling. Helena Kjernander var änka efter lanträntmästaren Lars Ranzoch i Linköping.